# Тонга на Светском првенству у атлетици у дворани 2008.
Тонга је дебитовала на светским првенствима у атлетици у дворани на Светском првенству 2008. одржаном у Валенсији од 7. до 9. марта. Репрезентацију Тонге представљао је један атлетичар који се такмичио у трци на 60 метара.
Тонга није освојила ниједну медаљу а њен представник поправио је лични рекорд.

## Резултати

### Мушкарци
| Атлетичар  | Дисциплина | Лични рекорд | Квалификација | Квалификација | Полуфинале           | Полуфинале           | Финале               | Финале       | Детаљи |
| Атлетичар  | Дисциплина | Лични рекорд | Резултат      | Место         | Резултат             | Место                | Резултат             | Место        | Детаљи |
| ---------- | ---------- | ------------ | ------------- | ------------- | -------------------- | -------------------- | -------------------- | ------------ | ------ |
| Aisea Tohi | 60 м       |              | 7,24 ЛР       | 7. у гр. 1    | Није се квалификовао | Није се квалификовао | Није се квалификовао | 47 / 58 (63) |        |